# 田宮神剣流
田宮神剣流（たみやしんけんりゅう）とは、田宮流を元に開かれた剣術流派。居合も伝わっている。江戸時代に西条藩で伝えられた。戦後に田宮神剣流第十四代宗家妻木正鱗が弘めた田宮流居合術についても記載する。
寛文10年（1670年）、田宮家が仕えた紀州藩の初代藩主・徳川頼宣の三男・松平頼純が紀州藩の分家である西条藩に入封した際、田宮対馬守長勝常円の弟子・江田儀左衛門によって、西条藩に田宮流が伝えられた。これが西条の地で、独自に発展し田宮神剣流として大成された。
幕末から明治の二刀の使い手として知られる高橋筅次郎を出した。

## 田宮流居合術
戦後、田宮神剣流第十四代宗家妻木正麟が田宮神剣流を中心に窪田派田宮流などの技や理論を採り入れ「田宮流居合術」と称した。この系統は現在、日本古武道協会に加盟し、「旧西条藩田宮流居合術」として西条市無形文化財に指定されている。
妻木正麟は後継者を指名しておらず、高弟に向けて宗家を残さない主旨の文書を送っている。従って現在は高弟達が伝承している。